# 권돈례
권돈례(權敦禮, ?~?)는 고려 후기의 관료, 학자이다. 본관은 안동이며 자는 불화(不華)이다.

## 생애
권적(權適: 1094년~1147년 1월 23일(음력 1146년 12월 20일))의 셋째 아들이다.  《보한집》의 저자 최자하고는 사돈 사이이다.
1148년(의종 2년)에 양온령동정(良醞令同正)에 있었다.
서문원(徐文遠)과는 어릴 적부터 친교가 두터웠으며, 여러 차례 시문을 주고 받았다.
무신정변 이후로는 원주(原州: 현 강원도 원주시)에 은거했으며, 그곳에서 제자를 가르쳤다.
어사(御史)로 지냈던 적이 있으며, 그 후에는 박인석(朴仁碩: 1144년~1212년 5월 8일(음력 4월 6일))과 함께 산수(山水)를 유람했다.
오생(悟生)과 함께 당시 선비들에게 모범이 되었다.

## 참고 문헌
- 〈박인석 묘지명〉(김용선 엮음, 《역주 고려 묘지명 집성 (상)》(개정3판), 한림대학교출판부, 2021)
- 〈권적 묘지명〉(위와 같음)
- 《파한집》
- 《보한집》
- 《서하집》